# Garçon stupide
Garçon stupide (titolo internazionale Stupid Boy) è un film svizzero del 2004 a tematica omosessuale diretto e sceneggiato da Lionel Baier.

## Trama
Loïc è un ragazzo particolare. Vive a casa della sua migliore amica, Marie, e risparmia su tutto (persino sul mangiare). Di giorno lavora in una fabbrica di cioccolato e di notte ha incontri di sesso occasionale con uomini sconosciuti incontrati su internet. Tutto cambia quando conosce due persone: uno strano uomo che non vuole fare sesso con lui e un famoso giocatore di calcio locale del quale si invaghisce.

## Accoglienza
L'opera ha ottenuto il 52% di recensioni positive sull'aggregatore Rotten Tomatos con un voto medio di 5.5/10. Su Metacritic il film ha ottenuto un voto di 56/100 su 16 critiche.

## Riconoscimenti
- Swiss Film Prize 2005
  - Candidatura – Miglior Performance in un ruolo di supporto (Natacha Koutchoumov)